# Aiguilles de Baulmes
Les aiguilles de Baulmes forment un ensemble de crêts dont le point le plus élevé culmine à 1 560 m d'altitude. Elles sont situées dans le massif du Jura, en Suisse, dans le canton de Vaud, à proximité de la frontière franco-suisse.

## Toponymie
Le nom de Baulmes se réfère au village de Baulmes situé à l'est des aiguilles sur le versant descendant vers le Plateau suisse. Le nom Baulmes a une racine celtique br évoquant un trou. Cette racine se retrouve dans barme évoquant un trou ou une grotte dans un rocher. Barm s'est transformé en Balm puis Balma, aboutissant à Baulmes.

## Géographie

### Situation
Les aiguilles de Baulmes forment un ensemble de crêts long de plus de 4 km d'un axe général NE-SO entre le mont de Baulmes et le col de l'Aiguillon. Elles sont situées à 10 km à l'ouest d'Yverdon-les-Bains, à 1,5 km au nord-ouest du village de Baulmes et à 1,5 km au sud du village de Sainte-Croix, à la limite entre ces deux dernières communes. La frontière franco-suisse passe à 700 m à l'ouest de l'extrémité occidentale des aiguilles. Le Suchet est situé quant à lui à 3 km au sud-ouest et le Chasseron à 5 km au nord-nord-est des sommets. L'altitude de la ligne de crête varie entre 1 080 et 1 560 m.

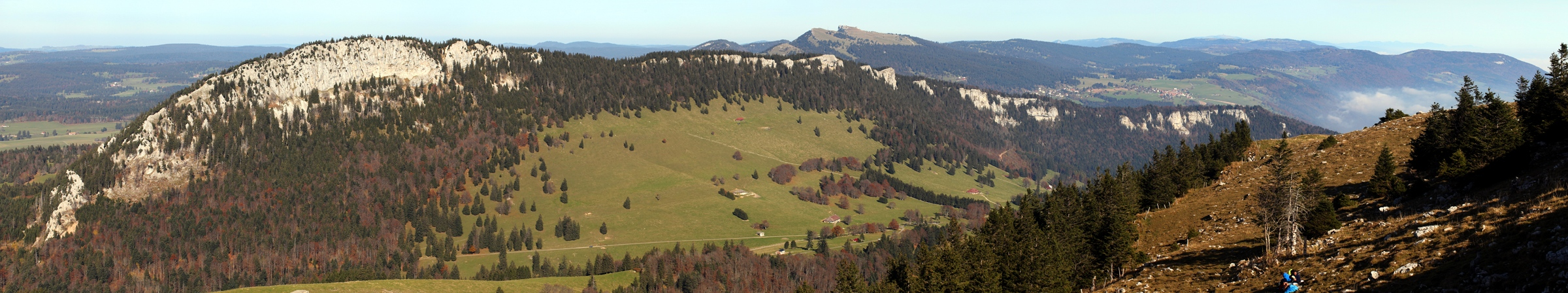
Vue panoramique des aiguilles de Baulmes.

### Géologie

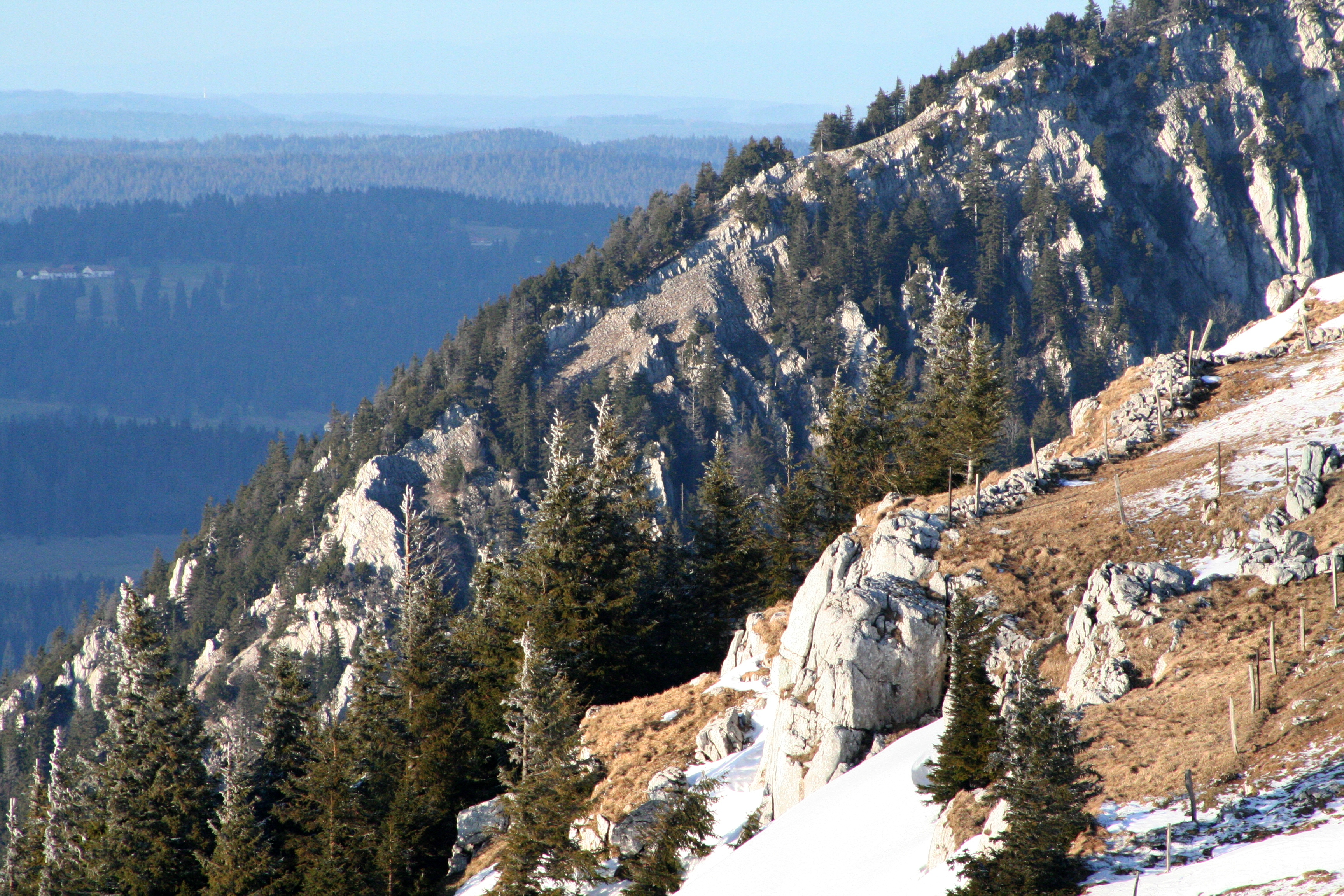
Arête ouest.

Les aiguilles de Baulmes font partie de l'anticlinal du Suchet. La structure de l'anticlinal est organisée en deux crêts opposés séparés par une combe axiale érodée. Les aiguilles sont constituées de calcaires du Jurassique supérieur (falaises du Séquanien, versant nord du Kimméridgien et Thitonien), tandis que la combe axiale est creusée dans les marnes et les marno-calcaires du Jurassique moyen. Un petit mont dérivé médian au-dessus de la ferme de Grange Neuve révèle les calcaires du Dogger. La partie ouest est entaillée par une importante faille décrochante qui met en relief l'arête rocheuse.

### Milieux
Les milieux rencontrés sont liés aux deux expositions principales. Le versant nord abrupt est couvert d'une hêtraie-sapinière. Le versant sud est constitué par une falaise calcaire avec des ourlets de prairies et prés-bois. Une réserve forestière de 106 hectares couvre le sommet du crêt.

#### Faune

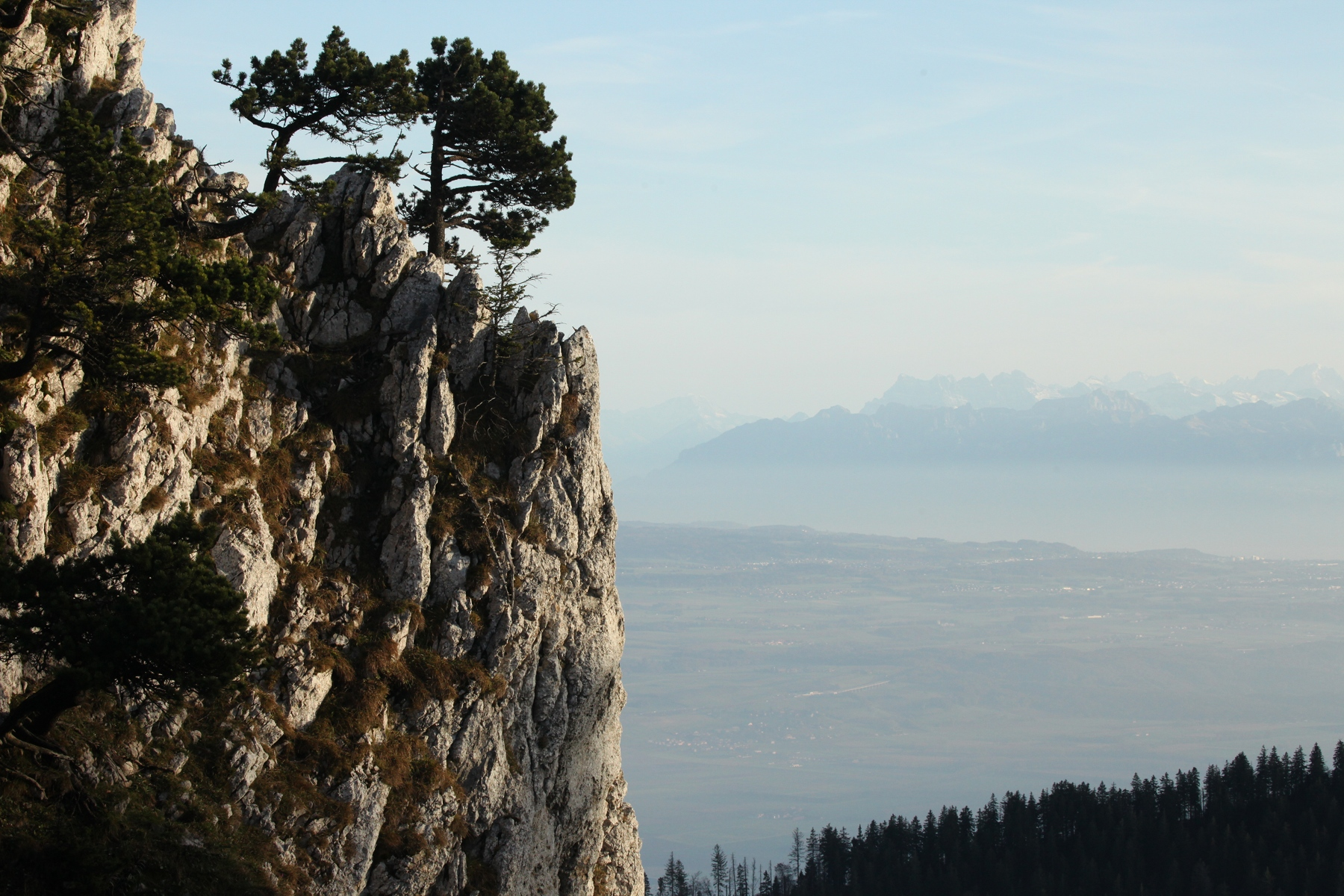
Pin à crochets.

La faune habituelle des sommets jurassiens fréquente le site. On y trouve ainsi le chamois, le chevreuil, le sanglier et le lynx pour les mammifères. L'avifaune compte le Grand corbeau, le Faucon crécerelle, la Chouette de Tengmalm, la Chouette hulotte, la Chevêchette d'Europe, le Pic noir, le Cassenoix moucheté, le Bec-croisé des sapins. Le Tichodrome échelette et le Faucon pèlerin fréquentent occasionnellement les falaises.

#### Flore
La flore est majoritairement celle des milieux forestiers. La partie ouest escarpée est colonisée par le Pin à crochets qui supplante l'épicéa ou le sapin dans ces milieux exposés.

## Histoire
L'accès à la crête n'étant pas difficile, on peut vraisemblablement supposer que la fréquentation du site est ancienne. Le col des Étroits est attesté comme passage dès l'époque romaine. Le sommet des aiguilles de Baulmes est situé à la limite des deux anciens districts d’Orbe et de Grandson.

## Tourisme

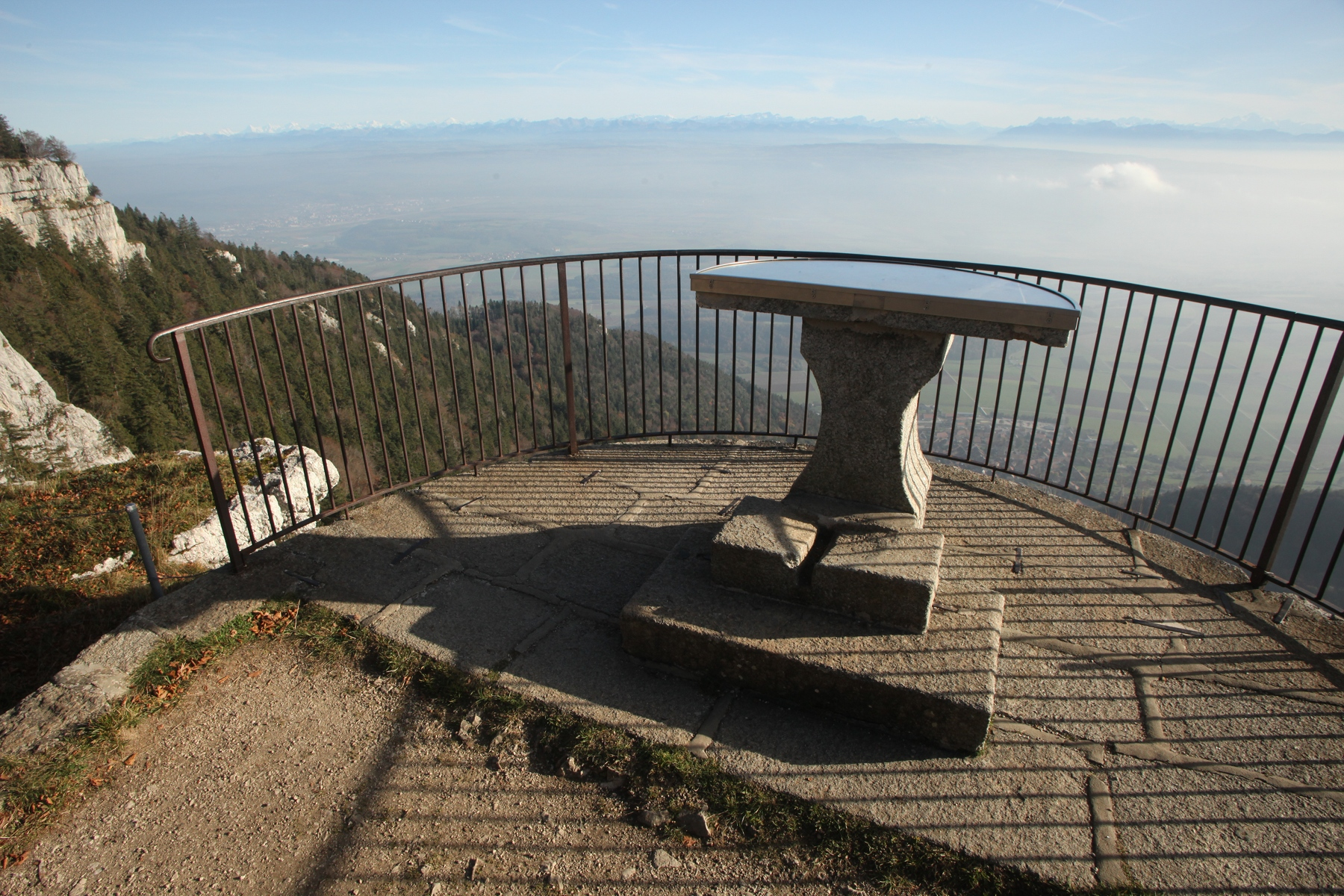
Table d'orientation au mont de Baulmes.

Les aiguilles de Baulmes sont un but de randonnée ou de raquettes depuis Baulmes, Sainte-Croix ou le col de l'Aiguillon. La traversée classique rejoint à l'est le mont de Baulmes avec sa table d'orientation (1 287 m), puis parcourt vers le sud-ouest l'arête principale jusqu'au sommet avant de redescendre par un sentier raide dans le versant nord. Le parcours ménage des points de vue remarquables sur les Alpes et les sommets proches.
L'extrémité ouest avec ses nombreuses tours calcaires est très favorable à la pratique de l'escalade. De nombreuses voies y ont été tracées depuis les années 1950.
Vers le milieu de la crête (1 432 m), un sentier équipé d'un câble permet d'accéder à la grotte de la Cave Noire, petite cavité entaillant la falaise sud.
Au sommet principal (1 560 m) se trouve une croix en bois depuis 1935. On y découvre un panorama étendu sur le côté sud : Baulmes, plateau suisse, lac de Neuchâtel et Alpes. Bien que moins élevé, le sommet central (1 516 m) laisse entrevoir un panorama plus complet.